# Cylindropuntia lindsayi
Cylindropuntia lindsayi là một loài thực vật có hoa trong họ Cactaceae. Loài này được (Rebman) Rebman mô tả khoa học đầu tiên năm 2002.